# 素晴らしき日常 (曲)
「素晴らしき日常」（すばらしきにちじょう）は、高橋優のメジャー1枚目のシングル。2010年7月21日にワーナーミュージックジャパンから発売された。

## 収録曲
（全作詞・作曲：高橋優、編曲：浅田信一）
1. 素晴らしき日常
TBS系『あらびき団』8・9月エンディングテーマ。
「まあ捨てたもんじゃないかな」という日常を歌えないかと思い、作られた曲。[1]
2. 8月6日
3. 友へ〜弾き語りライブ四谷天窓 2010.4.23〜 （Bonus track） 
2010年4月23日に行われたライブ音源。

## 収録アルバム
- リアルタイム・シンガーソングライター(#1)
- 高橋優 BEST 2009-2015 『笑う約束』(#1・#2)